# Izland az 1956. évi nyári olimpiai játékokon
Izland az ausztráliai Melbourne-ben és a svédországi Stockholmban megrendezett 1956. évi nyári olimpiai játékok egyik részt vevő nemzete volt. Az országot az olimpián 1 sportágban 2 sportoló képviselte, akik összesen 1 érmet szereztek.

## Érmesek
| Érem  | Versenyző            | Sportág  | Versenyszám       |
| ----- | -------------------- | -------- | ----------------- |
| Ezüst | Vilhjálmur Einarsson | Atlétika | Férfi hármasugrás |

## Atlétika
Férfi
| Versenyző           | Versenyszám | Előfutam | Előfutam | Negyeddöntő | Negyeddöntő | Elődöntő | Elődöntő | Döntő   | Döntő    |
| Versenyző           | Versenyszám | Idő      | Hely.    | Idő         | Hely.       | Idő      | Hely.    | Idő     | Helyezés |
| ------------------- | ----------- | -------- | -------- | ----------- | ----------- | -------- | -------- | ------- | -------- |
| Hilmar Þorbjörnsson | 100 m       | 10,9     | 3.       | kiesett     | kiesett     | kiesett  | kiesett  | kiesett | kiesett  |

| Versenyző            | Versenyszám | Selejtező | Selejtező | Döntő    | Döntő    |
| Versenyző            | Versenyszám | Eredmény  | Helyezés  | Eredmény | Helyezés |
| -------------------- | ----------- | --------- | --------- | -------- | -------- |
| Vilhjálmur Einarsson | Hármasugrás | 15,16 m   | =9.       | 16,26 m  |          |